# Aleksandrów (Wawer)
Aleksandrów – osiedle i obszar MSI w dzielnicy Wawer w Warszawie.
Aleksandrów jest położony w otulinie Mazowieckiego Parku Krajobrazowego, przylega do Radości i gminy Wiązowna. Do roku 1991 wieś należała do gminy Wiązowna. Od 1 stycznia 1992 r. jako osiedle należy do Wawra wchodzącego w skład Warszawy.

## Granice osiedla
- od ulicy Przełęczy, poprzez granicę gminy Wiązowna do połączenia ulic Tyszowieckiej i Brücknera;
- wzdłuż ulicy Brücknera do ulicy Napoleona Bonaparte;
- wzdłuż ulicy Napoleona Bonaparte do ulicy Przełęczy;
- wzdłuż ulicy Przełęczy do punktu połączenia granic dzielnic: Wawer i Wesoła oraz gminy Wiązowna.

## Opis
Aleksandrów został założony na gruntach majątku Wiązowna około 1797 roku przez Jana Alojzego Potockiego lub barona Józefa de Maltzahna. Leżał przy tzw. Trakcie Wołowym, zwanym później Napoleońskim. Pierwotnie składał się z dwóch osad łańcuchowych, położonych przy drogach z Falenicy do Góraszki, zamieszkałych do 1944 roku w większości przez niemieckich kolonistów. W 1992 roku Aleksandrów został włączony do Warszawy.
Jego powierzchnia wynosi ok. 970 ha:
- ok. 616 ha – lasy i tereny zadrzewione;
- ok. 250 ha – obszar zabudowany;
- ok. 100 ha – tereny przeznaczone na budownictwo oraz czekające na zmianę przeznaczenia gruntów.

Aleksandrów jest zdominowany przez budownictwo jednorodzinne oraz w mniejszym stopniu spółdzielcze. Osiedle zamieszkane jest przez ok. 2500 osób. 90% dróg ma nawierzchnię gruntową.

## Ważniejsze obiekty
- Cmentarz katolicki w Aleksandrowie
- Cmentarz ewangelicko-augsburski w Aleksandrowie